# Söz
Söz (en español: Promesa) es una serie de televisión turca producida por TIMS&B para Star TV. Escrita por Ethem Özışık. Fue estrenada el 3 de abril de 2017 y finalizó el 27 de mayo de 2019 con un total de 84 episodios.

## Reparto
- Tolga Sarıtaş como Yavuz Karasu (Sarı komutan).
- Aybüke Pusat como Bahar Kutlu Karasu.
- Deniz Baysal como Derya Duman Karasu.
- Nihat Altınkaya como Erdem Kaçmaz.
- Nil Günal como Güler Kaçmaz.
- Burak Sevinç como Fethi Kulaksız (Avcı).
- Meriç Aral como Eylem Mercier.
- Eren Vurdem como Ateş Acar (Karabatak).
- İlayda Ildır como Nazlı Kaçmaz.
- Aytaç Şaşmaz como Feyzullah Altıparmak (Çaylak).
- Yağmur Ün como Su Akkaya Altıparmak.
- Görkem Sevindik como Mücahit Serdengeçti (Keşanlı).
- Ece Çeşmioğlu como Melisa Yılmaz.
- Doğukan Polat como Mansur Yüksel ( Aşık).
- Burcu Binici como Ceren Uğur.
- Mustafa Yıldıran como Ali Haydar Bozdağ (Hafız).
- Melisa Yıldırımer como Fatma Bozdağ.
- Mehmet Ali Karakuş como Ahmet Kartal (Kurtdereli).
- Volkan Uygun como Cevdet Göktaş (Kibar).
- Oktay Samurkaş como Hakki Toprak (Baba Hakki).
- Emre Dinler como Tahir Gümüş (İzmitli).
- Orhan Arı como Barış Özkanar (Efe).
- Genco Özak como Selim Hayroviç (Kopuk).
- Nezir Çinarli como Gökhan Boyveren (Yiğido).
- Atakan Arslan como Zafer Yaman (Geveze).
- Serhat Kılıç como Çolak.
- Mehmet Özgur como Hamit Karasu.
- Atsız Karaduman como Turan Akgün.
- Sarp Akkaya como Dragan Ratkoviç.
- Selin Deveci como Nadya.
- Timur Acar como Derman.
- Ruhi Sarı como Ateşe.
- Melis Birkan como Linda Gacoin.
- Mine Çayiroğlu como Nisan.
- Derda Yasin Yenal como Yasın.
- Birce Akaydın como Hatice.
- Burak Çelik como Selim.
- Cihan Ünal como Yıldırım Kutlu.
- Ece Okay como Funda Kutlu.
- Yiğit Uçan como Sebastian.
- Mutlu Ulusoy como Seda / Ema.
- Gamze Topuz como Sahra.
- Demet Erdem como Sezin.
- Ebru Ünlü como Şukran.
- Gizem Arcal como Safiye.
- Şirin Öten como Esma Altıparmak.
- Gizem Denizci como Nazlı.
- Kaya Akkaya como Olcay.

## Premios y nominaciones
| Año  | Premio                       | Categoría   | Nominación    | Resultado |
| ---- | ---------------------------- | ----------- | ------------- | --------- |
| 2018 | 46°International Emmy Awards | Mejor Actor | Tolga Sarıtaş | Nominado  |